# 悪魔がはらわたでいけにえで私
『悪魔がはらわたでいけにえで私』（あくまがはらわたでいけにえでわたし）は、2023年の日本のホラー映画。
監督は宇賀那健一。2024年2月23日に一般公開された。

## 概要
本作は、宇賀那健一監督が短編『往訪』を長編映画化した作品である。ロイド・カウフマンがカメオ出演している。
2023年9月、アメリカ合衆国のファンタスティック・フェストでワールドプレミア上映を果たした。同年10月にカナダの第52回モントリオール・ヌーヴォー・シネマ映画祭でTEMPS0部門に入選、11月にイタリアの第41回トリノ映画祭で審査員特別賞を受賞した。

## キャスト
- ハルカ - 詩歩
- コウスケ - 野村啓介
- ナナ - 平井早紀
- タカノリ - 板橋春樹
- ソウタ - 遠藤隆太
- レン - 三浦健人
- ラジオDJ - ロイド・カウフマン

## スタッフ
- 企画・監督 : 宇賀那健一
- 脚本 : 宇賀那健一
- プロデューサー : 高橋淳、野村啓介、WATANABE
- 撮影・編集 : 小美野昌史
- 照明 : 淡路俊之、津田道典
- 録音・整音 : Keefar、茂木祐介
- 効果 : 小川高松、Keefar
- 音響スーパーアドバイザー : 大川正義
- 音楽 : ILA MORF OEL、Keefar
- 特殊メイク・特殊造形 : 千葉美生、遠藤斗貴彦
- 製作 : 『悪魔がはらわたでいけにえで私』製作委員会
- 配給 : エクストリーム